# Décès en mai 1971
Décès
- 1967
- 1968
- 1969
- 1970
- 1971
- 1972
- 1973
- 1974
- 1975

Pour une information complémentaire, voir la page d'aide.

| Date   | Nom              | Pays             | Activités            | Âge | Source |
| ------ | ---------------- | ---------------- | -------------------- | --- | ------ |
| 24 mai | Raichō Hiratsuka | Drapeau du Japon | Écrivaine japonaise. | 85  |        |